# Els Haegeman
Els Haegeman (Kortrijk, 13 juni 1968) is een voormalig Belgisch politica voor sp.a en volksvertegenwoordigster.

## Levensloop
Haegeman studeerde in 1991 af als licentiate in rechten aan de Rijksuniversiteit Gent en behaalde in 1992 tevens een bijzondere licentie in de rechtseconomie, een opleiding die ze deeltijds had gevolgd aan de Erasmus Universiteit Rotterdam in Nederland en de Université Marseille III in het Franse Aix-en-Provence. Sinds 1992 is zij advocate aan de Balie van Kortrijk, met een zelfstandig kantoor in Bellegem en later in Marke. Ze ging voornamelijk toeleggen op personen- en familierecht, zoals echtscheidingsrecht en jeugdrecht, eigendomsrecht, huur en handelshuur, burgerlijke aansprakelijkheid, verkeersrecht en handels- en verbintenissenrecht.
Na het volgen van verschillende opleidingen werd ze door de federale overheid tevens erkend als bemiddelaar, waarbij ze ging toeleggen op zowel vrijwillige als gerechtelijke bemiddeling. In 2011 voltooide ze tevens een postgraduaatsopleiding psychoanalytisch werken met kinderen, jongeren en volwassenen aan de Hogeschool Gent. Bovendien is zij sinds 2012 plaatsvervangend vrederechter bij het eerste kanton Kortrijk.
Haegeman was een van de stuwende krachten achter de Socialistische Vooruitziende Vrouwen in Kortrijk en werd bestuurslid van de lokale afdeling van de SP, die in 2001 werd herdoopt tot sp.a. Bij de federale verkiezingen van juni 1999 was Haegeman tweede opvolger van de SP-lijst in de kieskring Kortrijk-Roeselare-Tielt. In september 2001 kwam zij in de Kamer van volksvertegenwoordigers terecht ter vervanging van Erik Derycke, die was benoemd tot rechter in het Arbitragehof. Ze zetelde tot aan de verkiezingen van mei 2003, waarbij ze als derde opvolgster op de sp.a-lijst in de kieskring West-Vlaanderen stond. Als Kamerlid maakte Haegeman deel uit van de commissie Handels- en Economisch Recht en was ze plaatsvervanger in de commissies Justitie, Herziening van de Grondwet en Verkeer, Infrastructuur en Overheidsbedrijven.